# Heinrich Wenke (Politiker, 1888)
Heinrich Wenke (* 9. Mai 1888 in Dortmund; † 6. April 1961 ebenda) war ein deutscher sozialdemokratischer Politiker. Er war als Sekretär des Bezirks westliches Westfalen maßgeblich am Wiederaufbau der SPD nach 1945 beteiligt.

## Leben
Wenkes Eltern besaßen ein Lebensmittelgeschäft in der Dortmunder Nordstadt. Er machte nach der Volksschule eine vierjährige Lehre als Modelltischler. Daneben besuchte er drei Jahre lang Abendkurse an der Dortmunder Maschinenbauschule. In den folgenden Jahren arbeitete er in seinem Ausbildungsberuf. 1906 trat er dem Deutschen Metallarbeiterverband und der SPD bei. In beiden Organisationen wie auch bei der Arbeiterjugend wurde er aktiv tätig. Außerdem begann er, Beiträge für sozialdemokratische Zeitungen zu schreiben. Während des Ersten Weltkrieges diente er von 1915 bis 1918 als Armierungssoldat. Während der Weimarer Republik war Wenke Lokalredakteur der sozialdemokratischen Westfälischen Allgemeinen Volkszeitung mit Sitz in Dortmund.
Nach dem Beginn der nationalsozialistischen Herrschaft verlor Wenke seine Anstellung und war fast sechs Jahre lang arbeitslos. Seit 1938 arbeitete er für die katholisch geprägte Zeitung Tremonia. Nach dem Krieg arbeitete er zunächst für die von den britischen Besatzungsbehörden herausgegebene Ruhr Zeitung.

## Politik
Nach dem Ende der nationalsozialistischen Herrschaft war Wenke maßgeblich am Wiederaufbau der SPD in Dortmund beteiligt. Er war Vorsitzender des Unterbezirks Dortmund. Nach seinem Ausscheiden aus dieser Position 1955 wurde Wenke Ehrenvorsitzender. In Dortmund war er auch Mitglied im Stadtrat, dem Wenke bis 1956 angehörte. Über Dortmund hinaus war Wenke seit 1945 als Sekretär des Bezirks Westliches Westfalen tätig. Diese Position behielt er bis 1956. In diesem Amt war er ein enger Vertrauter von Kurt Schumacher und sorgte für die Umsetzung von dessen politischem Kurs im Ruhrgebiet. Insbesondere baute er die organisatorischen Strukturen der Partei im östlichen Ruhrgebiet und den angrenzenden Gebieten aus.
Wenke gehörte 1946 dem Provinzialrat Westfalen und 1946 und 1947 dem ernannten Landtag von Nordrhein-Westfalen an. Dem regulären Landtag gehörte er als Nachrücker seit 1949 in der ersten Wahlperiode sowie gewählt über die Landesliste in der zweiten Wahlperiode von 1949 bis 1954 an. In der dritten Wahlperiode rückte Wenke 1957 erneut nach. Nach  Wenke ist in Dortmund eine Straße benannt.

## Auszeichnungen
Für seine Verdienste um den Wiederaufbau und die Demokratie wurde Heinrich Wenke 1957 das Bundesverdienstkreuz I. Klasse verliehen.

## Werke
- Heinrich Wenke: Rund um den Reinolditurm. Geschichten und Geschichtchen aus dem alten Dortmund. Krüger, Dortmund 1966.